# Metal cristiano
El metal cristiano, también conocido como heavenly metal, comprende todas las bandas de algún género del metal cuyos integrantes llevan una relación positiva y activista con el cristianismo. Cabe recalcar que no es un género musical, ni un subgénero del metal, ni un movimiento en sí mismo, aunque sí existan movimientos relativos a él.
El metal cristiano se consolidó a mediados de los ochenta gracias a bandas como Trouble y Stryper con los discos Psalm 9 (1984) y Soldiers Under Command (1985) respectivamente. Stryper, durante su primera etapa (desde 1984 hasta 1991) se insertaron dentro de la escena del glam metal, accediendo a un público mucho más amplio y llegando a ser sus máximos exponentes desde entonces.
Mientras Larry Norman fue uno de los primeros artistas en usar el rock and roll para cantar sobre Jesús, artistas como Resurrection Band fueron los primeros en subir el volumen en realidad. Los suecos de Jerusalem y los canadienses de Daniel Band se unieron pronto a la lucha. Resurrection Band, grupo al que luego se conocería como REZ, sacó su clásico Awaiting Your Replay en 1978, siguiendo en el 79 con Rainbow's End, tomando prestada la pesadez del estilo del rock and roll inspirado en el blues de Led Zeppelin. Jerusalem, una agrupación sueca formada a mediados de los años 70, tenía una apuesta musical cercana al heavy metal . Su estilo se desarrolló entre rock y el hard rock, sin llegar a cotas más altas de contundencia, su primer trabajo, Volume One fue producido en 1978, y su más pesado Volume Two salió en 1980, y The Daniel Band produjo su grandioso álbum debut On Rock en 1982. Ambos grupos salieron de gira con Resurrection Band, presentando muchos conciertos al aire libre.
El término heavy metal cristiano no fue usado sino hasta 1984, año en el que Stryper apareció en la escena de Los Ángeles. Portando los colores internacionales de advertencia (la combinación del amarillo y el negro) en prácticamente cada pieza de su equipo y su ropa, este grupo probablemente fue el primero en llamarse heavy metaleros que cantaban de y para Jesús. 
En muchos de los casos el rock y el metal cristiano sirven como una herramienta más en el campo evangelistico. Bandas como Skillet, Stryper y Whitecross entre otras, de alguna manera han aportado en la promoción del evangelio de Jesús a través de este polémico modo de abordar el tema.
La segunda mitad de los años ochenta enmarcaron la aparición de otras bandas abanderadas de la escena tales como: Barren Cross (heavy metal), Deliverance (thrash metal), Whitecross (heavy/hard rock), etc.
Durante los años noventa, la fundación de Mortification y Horde, supuso el inicio del metal cristiano en terrenos más extremos: death metal y black metal respectivamente.
También merece mención especial Living Sacrifice, la banda que aunque inicialmente realizaba un potente Thrash Metal, sirvió de inspiración para la parte de la escena más moderna, conformada actualmente por bandas como: Norma Jean (banda), The Chariot, Underoath (desde sus inicios), The Devil Wears Prada (banda), Impellitteri, Rob Rock, Guardian, Divine Fire , Oficina G3, Amintor, Antidemon, Narnia, Antestor, Still Remains, Underneath the gun, Zao, Logos (banda), Doulos (oculto), Skillet, Emery, Corpus Christi (Banda), Predikcion, Soul Embraced Thunder Proclaimer, etc.

## Definiciones
Existen varias definiciones de lo que califica como "rock cristiano". Las bandas de rock cristiano que explícitamente están bien cimentadas en sus creencias, como Servant, Third Day y Petra (Banda), tienden a ser considerada como una parte de la música cristiana contemporánea (CCM) de la industria y el juego de un mercado predominantemente cristiano.
Otras bandas tocan su música influenciada por su fe o con la imaginería cristiana, pero ven a su público como el público en general. Se puede evitar una mención específica de Dios o de Jesús, o pueden escribir letras más personales, críptica, o humorístico sobre su fe en vez de cantos de alabanza directa. Estas bandas son a veces rechazadas por la escena del rock MCP y, concretamente, puede rechazar la etiqueta de MCP, sin embargo, muchos han sido aceptados como bandas cristianas. Otros grupos pueden experimentar con estilos musicales más agresivos, que hasta hace poco se reunió con la resistencia de la escena del MCP.
Sin embargo, a partir de los años 1990 y 2000 se logró una aceptación mucho más amplia, incluso por los puristas religiosos de metal cristiano, punk cristiano y de la industria musical cristiana. Muchas de estas bandas forman parte de las disqueras cristianas, como Tooth and Nail Records y Facedown.
Muchos artistas de rock como Switchfoot, Blind Guardian y Collective Soul no pretenden ser "bandas cristianas", sino incluir a los miembros que abiertamente profesan ser cristianos, o en ocasiones puede presentar el pensamiento cristiano, las imágenes, la escritura o de otras influencias en su música.
Algunos de estos grupos como Creed, señalados por el contenido espiritual de su música, fueron ampliamente considerados una "banda cristiana" por los medios de comunicación populares, a pesar de sus desmentidos posteriores de la etiqueta. Algunos grupos rechazan la etiqueta porque no quieren atraer a los aficionados exclusivamente cristiano, o porque se han identificado con otro género musical en particular, como el heavy metal o indie rock.

## Historia

### Respuesta cristiana a la música rock (años 50-60)

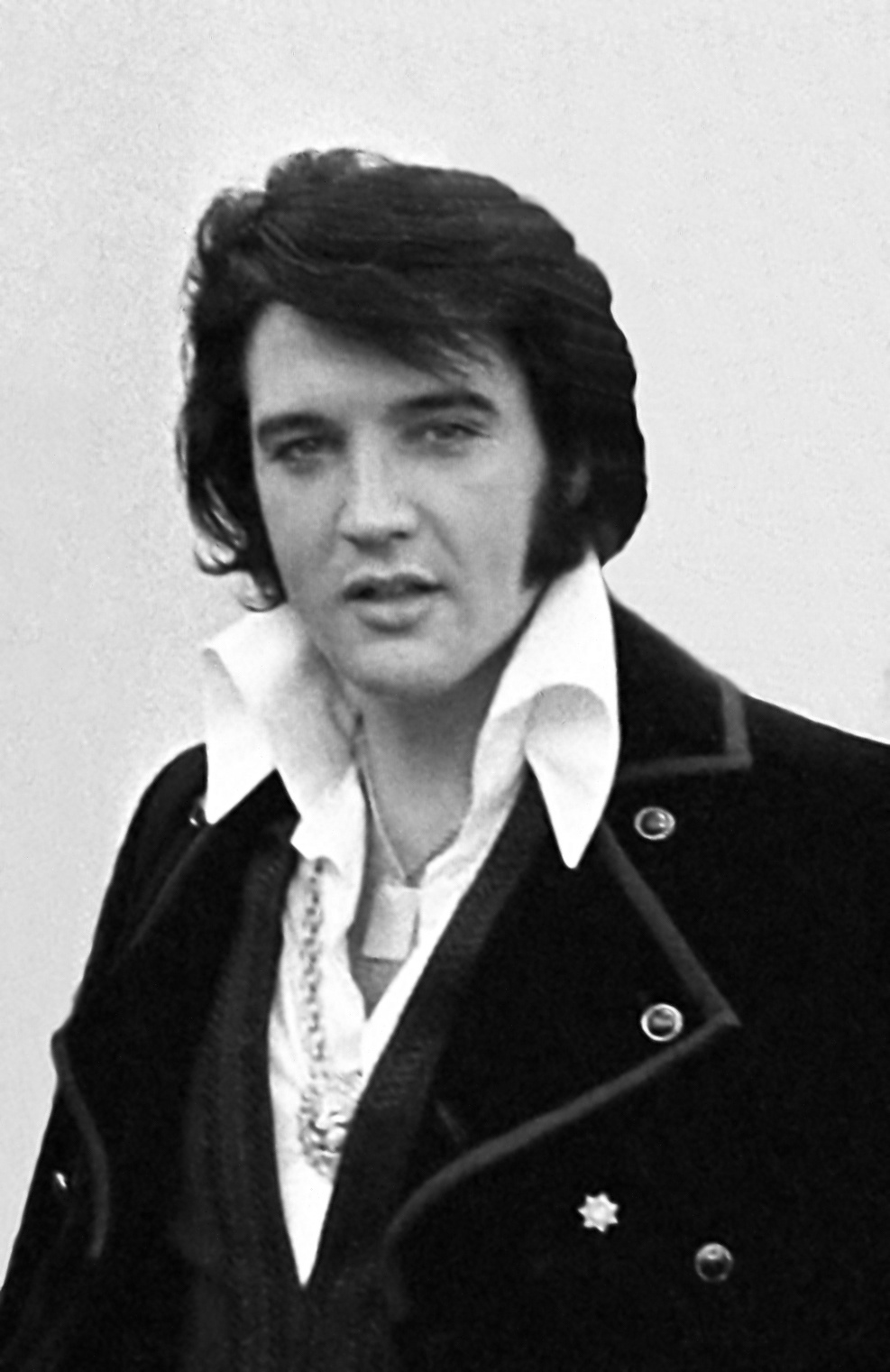

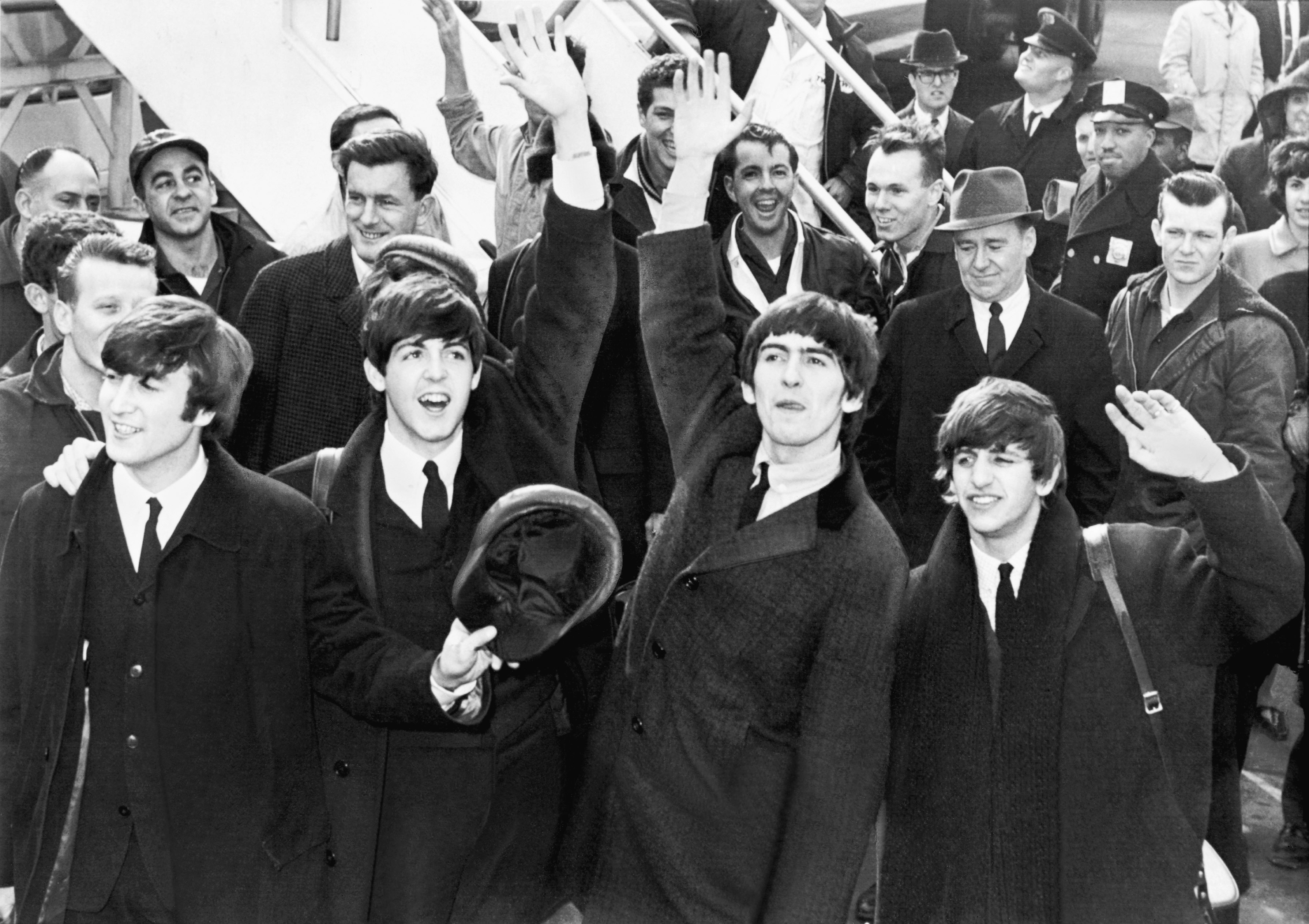

Cuando el rock and roll se popularizó entre los jóvenes a partir de la década de 1950, los cristianos más tradicionales y fundamentalistas no lo vieron con buenos ojos. Aunque la música rock fue influenciada a menudo por la música góspel, la cual se deriva principalmente de estilos afroamericanos como el blues.
La gente religiosa en muchas regiones de los Estados Unidos no quiere que sus hijos estén expuestos a lo que se ve como "música racial", con insubordinados, con una voz apasionada, riffs de guitarra fuertes y sonidos bruscos, ritmos hipnóticos. A menudo, la música era abiertamente sexual en la naturaleza, como en el caso de Elvis Presley, quien se convirtió en polémica y enormemente popular en parte por su comportamiento tras el escenario. Los cristianos pueden haber escuchado o incluso haber asistido a conciertos de música de rock en muchos casos, pero era visto como un anatema para los establecimientos de la iglesia conservadora, especialmente en los estados del Sur. “He Touched Me” 1972 fue un álbum de música góspel de Elvis Presley que vendió más de 1 millón de copias sólo en los EE. UU. y Presley se ganó su segundo de tres premios Grammy. No se contaron sus recopilaciones, era su tercer y último álbum dedicado exclusivamente a la música góspel. La canción "He Touched Me" fue escrita en 1963 por Bill Gaither, una cantante y compositora de góspel del sur y de música cristiana contemporánea.
En la década de 1960, la música rock maduró artísticamente, alcanzó popularidad en todo el mundo y se asoció con la contracultura de los radicales, con firmeza alienar a muchos cristianos. En 1966, The Beatles, considerados como una de las bandas de rock más populares e influyentes de la época, tuvieron problemas con muchos de sus fanes americanos cuando John Lennon, en broma, opinó que el cristianismo estaba muriendo y que los Beatles eran "más populares que Jesús ahora". Las canciones de rock melódico desde los inicios de la banda nunca antes había sido visto como algo relativamente inofensivo, pero después de la observación, las iglesias en todo el país organizaron quemas de discos de los Beatles y Lennon se vio obligado a disculparse.  A continuación los Beatles experimentaron con un más complejo estilo psicodélico de la música y letras de canciones anti-bíblicas, mientras que The Rolling Stones cantando "Sympathy for the Devil", una canción abiertamente escrito desde el punto de vista de Satanás.
En la década siguiente, la guerra de Vietnam, el movimiento de derechos civiles, los disturbios estudiantiles de París y otros eventos sirvieron como catalizadores para el activismo de la juventud y la retirada política o de protesta, que se asoció con grupos de rock, o no fueron abiertamente políticos. Por otra parte, muchos consideraban la música como la promoción de un estilo de vida de promiscuidad sexual "Sexo, drogas y rock and roll", también se refleja en el comportamiento de muchas estrellas de rock. Sin embargo, hay un creciente reconocimiento de las posibilidades musicales e ideológicas diferentes. Innumerables bandas nuevas surgieron en la segunda mitad de la década de 1960, como un rock más acorde a los estilos de pop suave a ser la forma dominante de la música pop, una posición que podría disfrutar de manera casi continua hasta el final del siglo XX, cuando el hip-hop Por último, eclipsaba en las ventas.

### Raíces del "rock cristiano" (finales de 1960 hasta la década de 1980)
Posiblemente la primera aparición documentada de una banda de rock tocando en la iglesia es Mind Garaje en 1967, cuya “Electric Liturgy” fue finalmente grabada para el sello RCA en 1969 en el "estudio de Nashville Sound", que fue bajo la dirección de Chet Atkins en su momento.  Liturgia fue lanzado en 1970. Sin embargo, Mind Garaje no es ampliamente conocido por sus contemporáneos.
Larry Norman era un popular músico de rock cristiano que se enfrentó a la oposición sostenida por algunos cristianos conservadores (en su mayoría fundamentalistas) que la música rock era anticristiana. Una de sus canciones, "Why Should the Devil Have All The Good Music?" (¿Por qué Satanás tiene que tener la mejor música?),  dicho esto se convirtió en pionero de la música rock cristiano. El primer álbum Randy Stonehill, fue grabado en 1971, con la ayuda financiera de Pat Boone. El álbum, obtuvo el primer lugar por su gran actuación en vivo, fue grabado por tan poco con tan solo 800 dólares., y de acuerdo a Stonehill, que "suena cada centavo de él!" También fue uno de los primeros pioneros en el movimiento de los primeros años del rock cristiano.
All Been Ready" aparece en la película de la Iglesia Evangélica Cristiana como ladrón en la noche. Y apareció en el álbum cristiano Cliff Richard's 'Small Corners' junto con 'Why Should the Devil Have All The Good Music? ".
Rock cristiano se considera a menudo como una parte marginal de la naciente Contemporary Christian Music (CCM) o Música Cristiana Contemporánea y la industria góspel contemporánea en la década de 1970 y 80, aunque los artistas de rock cristiano como Bruce Cockburn y artistas del rock fusión como Phil Keaggy han tenido cierto éxito como una identidad Cristiana del Hard Rock como Stryper que adquirido cierta fama durante la década de 1980 e incluso había algunos videos en MTV, una de ellas "To Hell With The Devil", e incluso hubo algún tiempo de transmisión en estaciones de radios seculares, con su canción "Honestly".
En realidad, el rock cristiano empezó a convertirse en un gran negocio en la década de 1980, la revista Billboard comenzó a publicar listas de los 10 álbumes cristianos más vendidos "Hot Christian Songs ', estaciones de radio y revistas de música se crearon para centrarse en el rock cristiano.
En 1985, la música de Amy Grant comenzó a llegar a un público más amplio, cuando sus discos Unguarded y "La Colección" estuvieron charts en general.

### 1990-presente
En la década de 1990 se vio una gran explosión del rock cristiano, fuertemente inspirado por el éxito de U2, así como por el estilo musical de las bandas de grunge.
Muchas de las populares bandas cristianas de los 90 fueron inicialmente identificados como “rock cristiano alternativo”, como Jars of Clay, Audio Adrenaline, y otros. Fuera de los países de habla inglesa, bandas como Oficina G3 (Brasil) y The Kry (Quebec, Canadá), han logrado un éxito moderado. Esta década también se vio un auge notable en el R&B, hip hop y rap cristiano, también el punk y el  metal cristiano entre otros
A finales de 1990 y principios del 2000, y el éxito de las nuevas bandas cristianas actuales como Skillet, Thousand Foot Krutch, Decyfer Down, Amintor (Brasil), Underoath, Kutless, y Relient K, se produjo un giro hacia la exposición general en la escena del rock cristiano. Tooth & Nail Records vio su lista de artistas y bandas de lograr un mayor popularidad y reconocimiento a pesar de que existe fuera de las paredes de una industria dominante tradicional.
El rock cristiano ha sido principalmente un fenómeno protestante. Algunos grupos de rock cristiano ortodoxo, en su mayoría de Rusia y la Unión Soviética, comenzó a darse a conocer a finales de 1980 y 1990. Alisa y Black Coffee se acreditan como los ejemplos más destacados. Las letras cristianas ortodoxa de estos grupos a menudo se superponen con las canciones histórica y patriótica sobre la antigua Rusia. También hay algunos grupos católicos de rock, como Critical Mass y Rosa de Saron (Brasil).

## Festivales de rock y metal cristiano
Los Festivales más importantes en los EE. UU. son el Creation Festival (el más grande), el Ichthus Festival (el de más larga duración), y el Cornerstone Festival (el más progresista). También hay un festival en Orlando (Florida) llamado Rock the Universe, un festival de dos días en el Universal Orlando Resort, que se superpone con el evento Noche de la Alegría en Walt Disney World. Ichthus actualmente se da en Kentucky, es un festival de tres días que involucra a más de 65 bandas. En Buffalo (Nueva York) el festival anual Kingdom Bound Festival en Darien Lake atrae a más de 2000 cristianos cada año. También está el HeavenFest organizado por WayFM, una estación de radio de música cristiana, y hay varios festivales al año en varias ubicaciones.
También hay muchos en el Reino Unido, incluyendo el Greenbelt Festival (el más grande de las fiestas cristianas del Reino Unido), el Soul Survivor, el 'Ultimate Eventos' en Alton Towers, el Frenesí en Edimburgo y el Creation Fest, Woolacombe, Devon, que no está relacionado con Creation Fest en los Estados Unidos. El Festival Flevo de los Países Bajos, que ofrece seminarios, teatro, comedia, deportes y películas, así como la música cristiana de una amplia variedad de géneros, es considerado como uno de los mayores festivales cristianos en Europa. Otro gran festival en el norte de Europa es Skjærgårdsfestivalen en Noruega.
En el hemisferio sur, el más grande es el Parachute Festival. Cada año, en él se presentan bandas de rock cristiano reconocidas. Muchos eventos se llevan a cabo en Australia, el llamado Easterfest (en Toowoomba), el Encounter Fest, el Jam United, el Black Stump y el Big Exo Day.
En México se realiza cada año el Exodo Metal Fest. Este festival reúne a más de 20 bandas nacionales y extranjeras cada año desde su inicio en el año 2003 y se lleva a cabo en el Centro Vacacional del IMSS "La Malinche", ubicado en el estado de Tlaxcala, durante 3 días en la llamada "Semana Santa".

## Evolución y situación actual: Rock cristiano

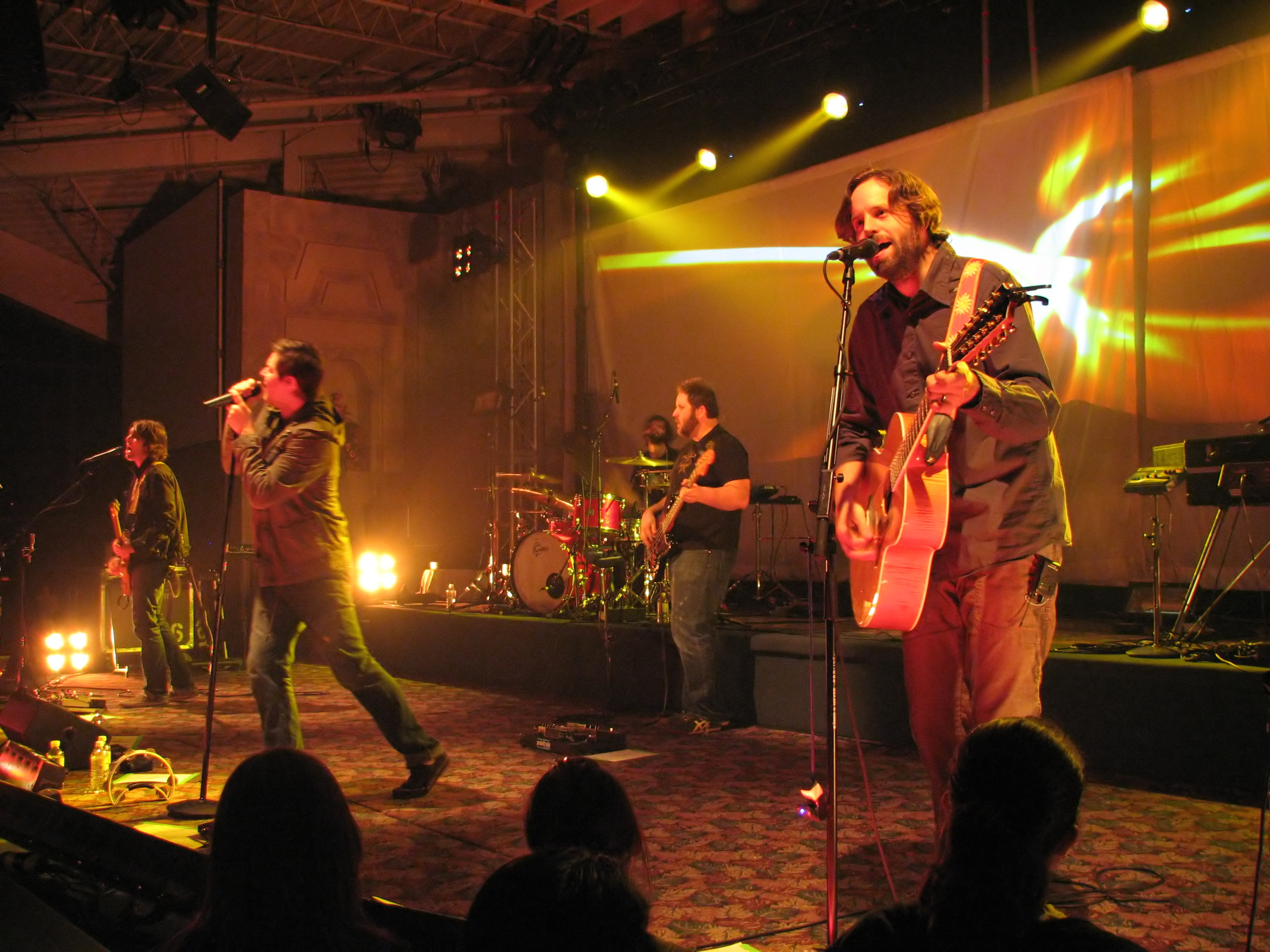
Jars Of Clay en Concierto.

El Metal cristiano, por su carácter, acordes y ritmos agresivos, ha sido tradicionalmente un estilo musical con un seguimiento marginal, entendiendo tal concepto por alternativo, dado el relativamente reducido número de seguidores del género en cuestión. Ello hizo que surgieran, a mediados de la década de los '90 y hasta nuestros días una serie de grupos que presentan unas características sustancialmente diferentes.
En primer lugar se pueden observar grupos de fusión de estilos, principalmente estadounidenses, que mezclan el tradicional metal cristiano con el hip hop, el reggae e incluso el jazz y el blues, a menudo obteniendo como resultado el Nu metal cristiano. Ejemplo de este género musical es el grupo estadounidense P.O.D., también conocidos como Payable On Death, que han conquistado no sólo las listas de música cristiana, sino también las listas generales, al punto de que su disco Satellite (para muchos el mejor de la banda) llegó a ser el cuarto disco más vendido en Nueva Zelanda y el sexto en Estados Unidos. Además, dos de los sencillos de ese disco, Youth Of The Nation y Alive llegaron a ocupar el primer y segundo puesto en las listas de US Alternative, respectivamente.
Por otra parte, existe una segunda corriente, en la que los ritmos y los acordes se han suavizado considerablemente, y se ha producido un acercamiento a otros estilos musicales, como el Rock alternativo, el Pop rock y el Punk, generalmente obteniendo como resultado de esa fusión el Rock cristiano. Ejemplo de ello es el grupo estadounidense de rock cristiano Everyday Sunday, que ha alcanzado el número 1 en las listas de rock cristiano de Estados Unidos en numerosas ocasiones con Wake Up! Wake Up!, Let's Go Back o Find Me Tonight y está conquistando a la crítica con sus dos últimos trabajos, Wake Up! Wake Up! y Best Night Of Our Lives.
Todo ello ha coadyuvado a acercar el Rock y el Metal cristianos al público en general y a una mayor aceptación de la crítica, no necesariamente cristiana. Por tanto, su popularidad, aunque aún es relativamente discreta en el conjunto de la sociedad, está experimentando un moderado ascenso, con grupos aceptados por crítica y público en general como representantes de este estilo ideológico.

## Campo evangelístico

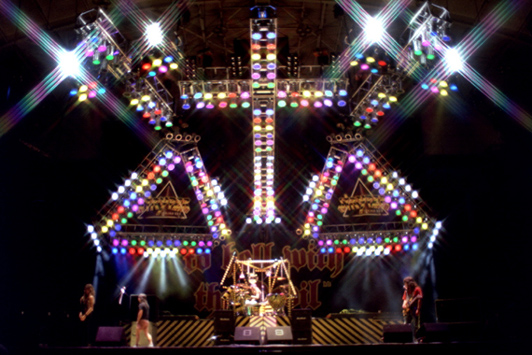
Stryper en Brasil en 1986.

Los objetivos para hacer música cristiana varían entre los diferentes artistas y bandas. A menudo, la música cristiana tiene tres tipos: evangelistica, alabanza y adoración.
Esto va acompañado de extensión en las calles, fiestas, funciones de la iglesia, y muchas otras formas de expresión espiritual. En este milenio en curso hemos visto artistas cristianos tales como Third Day, Kutless, y Thousand Foot Krutch cantar canciones cristianas más explícitas la incorporación de letras que adoran a Jesús directamente. Otras bandas, como Underoath, y Haste the Day incorporar el simbolismo y mensajes cristianos de una manera menos directa para atraer a oyentes no cristianos y cristianos a su música, permitiendo el desarrollo comercial del género y de la religión que le subyace.
Otros grupos no necesariamente se hacen llamar bandas cristianas (aunque todos los miembros sean cristianos), pero tienen letras de canciones espirituales es decir que su fe cristiana afecta a su música. (The Fray, Flyleaf, y el crimen Classic, son buenos ejemplos de esto.) Bandas como Switchfoot han dicho que tratan de escribir su música para los cristianos y no cristianos por igual. Evanescence, que se distribuyo en el mercado cristiano por su álbum debut, ya han anunciado su desvinculación con esta etiqueta.

## Generalidades de las bandas cristianas

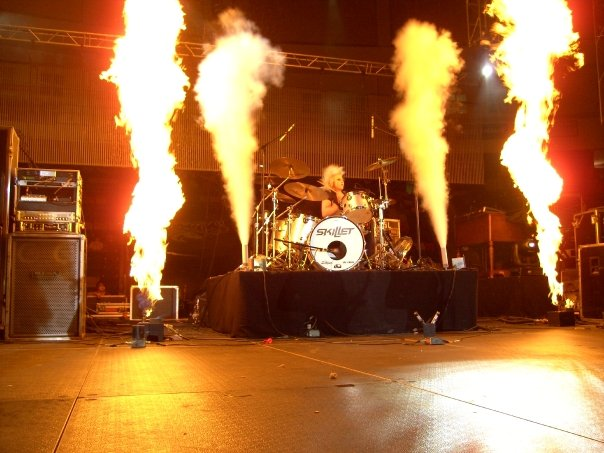
Skillet en Comatose Come Alive Tour.

A partir de 1955, la música rock y otros géneros relacionados, han dominado la música popular de Norteamérica. Originaria de los Estados Unidos de América, la música rock ha traído un nuevo nivel a la música alrededor del mundo. La mayoría de los países adoptaron el rock como uno de sus géneros musicales, mientras que otros fueron influenciados y lo plasmaron en un nuevo tipo de música: uno que se fue con su cultura y sus tradiciones musicales, la formación de los subgéneros de rock, subgéneros como el pop, punk, alternativo, blues, folk, electrónica y worldbeat.
Después, un par de amigos se reunieron y decidieron formar una banda de rock cristiano. Que se hacían llamar Mind Garage, se presentaron por primera vez en concierto en 1967. Después de ese primer concierto, Mind Garaje se convirtió en una banda medianamente famosa, convenciendo a otras personas como Larry Norman, Phil Keaggy, y Bruce Cockburn que el Rock Cristiano podría convertirse en un género famoso. Después de varios años de lucha, el Rock cristiano comenzó su larga lucha en el medio musical cristiano de la época, principalmente debido a la conocida banda Stryper.
El rock cristiano de los años 80 comenzó a obtener cierta popularidad. La revista Billboard comenzó a publicar las 10 mejores canciones de rock cristiano, y estaciones de radio estaban empezando a programar rock cristiano. Esto alentó a otros jóvenes a poner en marcha una banda, U2 logró hacer lo que las otras bandas no podía que se hizo famoso. Ellos inspiraron a otros grupos de rock cristiano para poner en marcha alrededor de los Estados Unidos, y luego todo el mundo. Bandas como DC Talk, Jars of Clay, Audio Adrenaline y muchos otros en marcha, y se hizo famoso durante la noche. Pero luego, más tarde en los años 90, el Rock cristiano comenzó a ser menos conocido, ya que no hubo muchas bandas buenas. Esto continuó hasta finales de los 90, cuando bandas como Skillet, Thousand Foot Krutch, Underoath Delirious? Kutless llevaron el género a la fama.
Desde ese momento, la industria del rock cristiano ha estado creciendo, habiendo más de 300 bandas de rock cristiano.
Es difícil saber con exactitud cuantas bandas cristianas hay ya que hasta ahora solo se han podido contabilizar alrededor de 300 hasta el momento, a pesar de que este movimiento es escuchado en todo el mundo y también se realizan festivales de rock cristiano no en todos los países se ha escuchado una banda cristiana de rock como es el caso de Japón a pesar de que Stryper visitó este país hace ya 22 años.

## Unblack metal
El unblack metal (también conocido como holy unblack metal o black metal cristiano) es un término utilizado para describir a artistas con ritmo black metal, cuyas letras e imaginería intentan promover el cristianismo, además de aborrecer el anticristianismo y el satanismo. Tales artistas son controversiales ya que los pioneros del black metal, en especial los de la segunda oleada, han intentado hacer sentir su rechazo hacia el cristianismo. También se ha sugerido que el cristianismo contradice la naturaleza oscura y los ideales individualistas y misántropos del black metal. El término suele usarse también para agrupar a las bandas que tocan metal antisatánico, ya sea en géneros como el doom, gótico o avant garde.
El comienzo exacto del movimiento del black metal cristiano no está claro y es cuestión de definición. La banda australiana, Horde, lanzó en el año 1994 su álbum Hellig Usvart y trajo el concepto y término holy unblack metal (un juego de palabras del lema de Darkthrone, unholy black metal) a la atención de los medios, mientras que en Noruega ya se había formado la banda Antestor como una banda de death/doom y lanzó en el año 1991 su demo The Defeat of Satan antes de cambiar su ritmo a black metal en el año 1994 con su álbum Martyrium. En 2015 nació Batushka, una banda de Polonia que combinó el sonido del black metal con música ortodoxa y letras relacionadas con el cristianismo ortodoxo.

### Características
El unblack metal es visto como un grupo ideológico dentro del black metal que promueve el extremismo cristiano. No existe un método para tocar black metal de forma cristiana. Por lo tanto, el unblack metal incorpora los tempos rápidos, las voces desgarradoras, el tremolo picking, double-kick drumming y estructuras no convencionales de las canciones del black metal. Sin embargo las bandas de unblack metal han tocado bajo distintos estilos de black metal. En el año 2001 la enciclopedia de la A a la Z de Garry Young establece que "El encabezamiento de la parte es los actos cristianos 'Unblack' quienes para todas las intenciones y objetivos se parece, suena y emplea las imágenes del black metal mientras oculto en los gruñidos, impenetrables vocales y distorsiones están las proclamaciones de Jesucristo. Algunas posturas señalan que en este caso es claro que recurren a mensajes subliminales para tener acceso al inconsciente de quienes escuchan.
Surgió de manera contestataria a las tendencias tradicionales de black, gothic y doom metal en Europa. Agrupaciones como los noruegos de Antestor inicialmente, y posteriormente Horde, se encargaron de diseminar a inicios de los años 1990 las semillas de lo que hoy es un moderado movimiento de bandas cristianas de la escena underground.
A veces llamado holy unblack metal o christian black metal (abreviado CBM), el unblack metal es, musicalmente igual al black metal tradicional (aunque no escasean las bandas que toman como base el symphonic black metal).
Existe un movimiento dentro del heavy metal, llamado normalmente metal cristiano o white metal, que une a la música heavy letras de tipo cristiano. Este subgénero es muy discutido por muchos críticos, y generalmente no se incluye como género aparte pues sus diferencias musicales son escasas, cayendo sus peculiaridades en el origen de sus letras. El unblack metal es la parte de este género que toma como base el black metal. Aparece llamado aparte del resto del christian metal por lo curioso de su situación.
Algunos artistas de unblack metal escriben letras atacando explícitamente el Satanismo; por ejemplo Horde. Este era un tema dominante durante la mayor parte de los años 1990. Comenzando a finales de los años 1990, los grupos comenzaron a escribir letras aparentemente filosóficas e ideológicas. Estos a menudo incluyen las historias de conversión, salvación, luchas con la fe, y citas bíblicas. Las bandas de unblack metal pueden justificar su juego de black metal con motivos en los límites de la apreciación genuina de black metal como un estilo de música evangelista entre la escena del black metal p. ej. " la luz de traída en la oscuridad ". Aunque sus letras son de índole antisatánicas, morales y cristianas, el unblack no renuncia al simbolismo oscuro, violento y antimoralista del black metal y es por esa razón que recibe duras críticas de sectores tradicionales de las iglesias cristianas que se oponen al uso de imaginería mortuaria o pagana (vikinga) o elementos tradicionales del metal extremo (spikes, clavos, navajas, etc.). Actualmente el género se ve representado con bandas como Frost Like Ashes en Estados Unidos, Hortor en México, y Sormount Darkness en Colombia.
A pesar de que muchas de estas bandas cristianas han aparecido últimamente, el núcleo del black metal permanece hoy en día arraigado a sus raíces anticristianas y de exaltación a lo oscuro y la imaginería satánica. El unblack metal es rechazado por todos los seguidores militantes del black metal, puesto que históricamente la base fundamental de este género fue el satanismo y anticristianismo, por lo tanto se niegan a aceptar que algo que fue un movimiento cultural contestatario contra el cristianismo sea usado por éste para justificarse.